# Franz Urban Salins de Niart
Franz Urban Salins de Niart, auch Francois Urbain Salins de Niart (* 25. Mai 1750 in Neuf-Brisach, Elsass, Frankreich; † 2. September 1792 in Paris, Frankreich), war ein französischer Ordensgeistlicher.

## Leben
De Niart war der Sohn eines französischen Majors. Anfangs musste auch er eine militärische Laufbahn einschlagen und wurde Offizier. Dann verließ er die Armee und wurde Kanoniker in St-Lizier bei Foix in den Pyrenäen.
Er wurde unter anderem mit Apollinaris Morel hingerichtet.
Papst Pius XI. sprach ihn am 17. Oktober 1926 mit 190 anderen Märtyrern selig. Er wird dargestellt im Priesterkleid oder in Kanonikertracht mit Palme und Schafott. Sein Gedenktag ist der 2. September.